# Chlorophorus brevivittatus
Chlorophorus brevivittatus là một loài bọ cánh cứng trong họ Cerambycidae.